# Aburrimiento

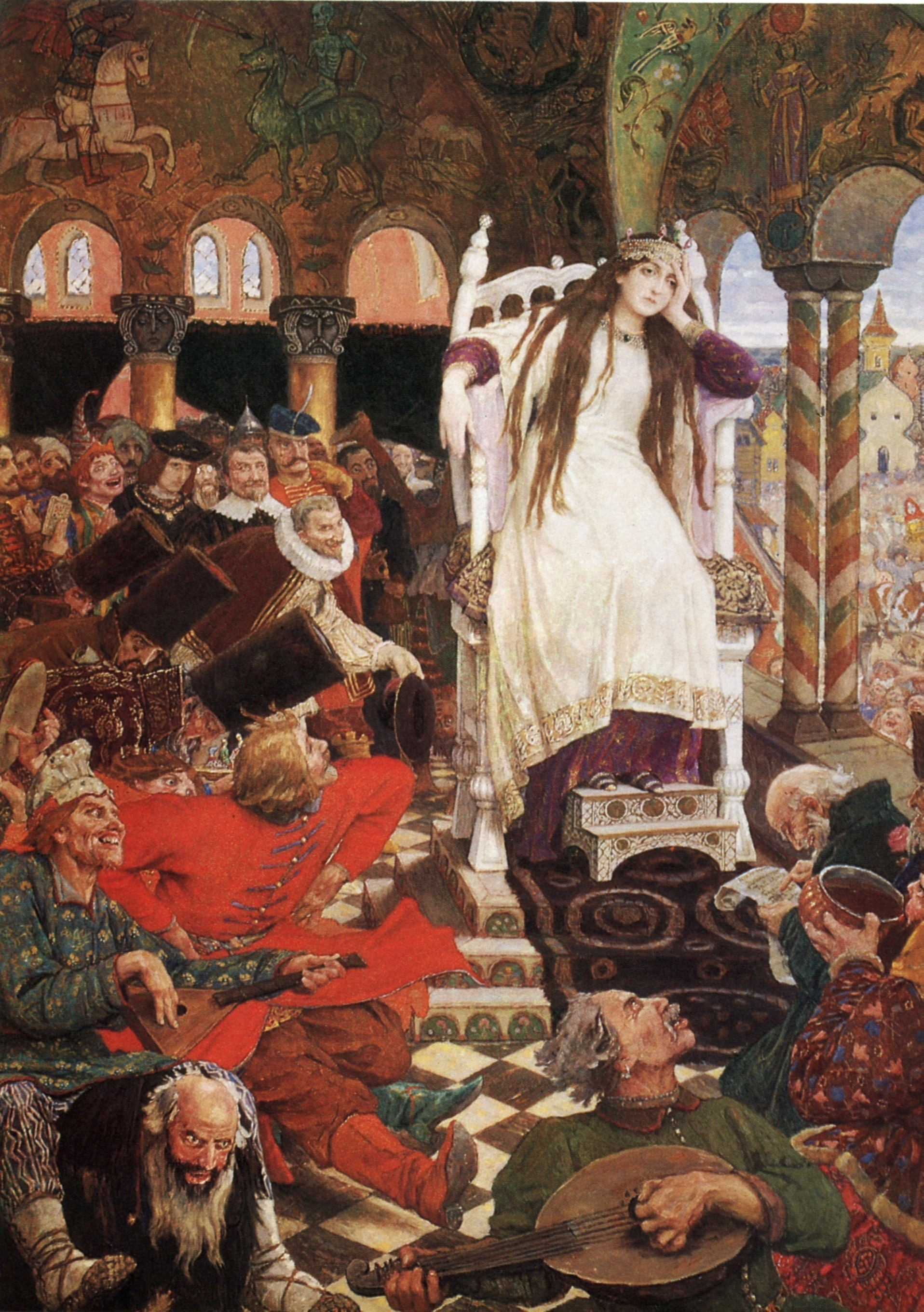
La princesa que nunca sonreía, de Viktor Vasnetsov.

El aburrimiento es un estado reactivo de la emoción que interpreta la condición de su ambiente como tedioso debido a los estímulos repetitivos, inexistentes o tediosos. El aburrimiento se deriva de la falta de cosas interesantes para ver, escuchar o hacer (física o intelectualmente) cuando se está en el estado de ánimo de «no querer no hacer nada o no tener ganas de no hacer algo».
Aburrimiento (latín: ab- prefijo «a partir de», horrere «horror») es la existencia desprovista de sentido, cuando ya no queda nada por perder, nada a que temer. Ejemplo de su uso en el siglo XIV: «mas los enemigos eran assi abroso de morir».
El aburrimiento también puede llevar a acciones impulsivas o excesivas sin sentido, o incluso que perjudiquen los propios intereses. Por ejemplo, hay estudios sobre el comportamiento financiero que muestran que los accionistas pueden comprar o vender sin una razón objetiva simplemente porque se aburren y no tienen nada mejor que hacer. El científico y escritor Isaac Asimov aseguró que el aburrimiento iba a convertirse en la principal enfermedad de nuestra época, hasta tener consecuencias mentales, emocionales y sociológicas. Algunos psicólogos coinciden en afirmar que una de las razones que mueven a los jóvenes a entrar en el mundo de la droga y el alcoholismo es precisamente el aburrimiento. Igualmente pasa con los niños: precisamente el aburrimiento es lo que los induce a cometer travesuras (lo que coloquialmente se llama «portarse mal»).
La respuesta del ser humano más aceptada y extendida al aburrimiento es realizar tareas que no requieran apenas esfuerzo (ni físico ni psíquico) y que le mantengan concentrado y absorto (y por tanto evadir el aburrimiento). La forma más común son los llamados pasatiempos. Se ha comprobado que el primer pasatiempo fue pensado como tal por el periodista Arthur Wyne en la segunda década del siglo XX. Sin embargo, no fue hasta la siguiente década cuando se publicó el primer libro de pasatiempos del que se vendieron 750.000 unidades en solo una semana.
También es descrito como falta de motivación, rutina agobiante, agobio o cansancio de la vida, despropósito, desilusión. En muchos casos la creatividad está colapsada y en ocasiones si es crónico o prolongado en los años, hay falta de energía.

## En la filosofía
En filosofía, el aburrimiento aparece frecuentemente junto a sentimientos como el disgusto y el miedo. Sobre él han escrito Søren Kierkegaard, Arthur Schopenhauer, Friedrich Nietzsche y Neil Postman. En concreto, Kierkegaard tenía la teoría de que el aburrimiento fue lo que pobló al mundo: Dios se aburría y, por eso, creó a Adán; como Dios y Adán se aburrían, vino Eva, etc.
Filósofos y moralistas han insistido sobre este temple de ánimo, vinculándolo a un sentimiento que tiene como correlato lo cósmico. Pascal decía que sin la diversión caeríamos fácilmente en el aburrimiento. La diversión nos deleita y nos facilita la vida, haciéndonos llegar inadvertidamente a la muerte.
Schopenhauer plantea el concepto de tedio junto al dolor como una dicotomía consustancial al existir, siendo este el resultado excedente en relación con la necesidad y el sufrimiento, connaturales por la virtud de la manifestación de la voluntad al hombre, entonces por el acceso de los objetos de fácil satisfacción viene la saciedad y la necesidad se configura de nuevo, y de no suceder así se ve provocado el vacío y el aburrimiento. Todo ello queda plasmado en su célebre frase, “La vida humana oscila como un péndulo del sufrimiento al aburrimiento”.
Leopardi creyó ver en el aburrimiento la experiencia de la nulidad de todo. A su vez Heidegger se ha ocupado también del aburrimiento. (¿Qué es metafísica?). Por el hastío o aburrimiento el velo habitual de los seres se descorre y la existencia o entes quedan desprovistos de esa cobertura. El ente en su totalidad agobiante, se nos hace presente. "Estamos aburridos de todo". Y aquí todo se refiere a la totalidad del ente. Con este carácter está muy próximo a la "náusea" sartreana. La totalidad de los seres se esfuma en tanto que seres y se desnudan los entes como masa amorfa. La gratuidad de todo lo que es, la falta de fundamentación, entonces, se transparenta.
Kierkegaard aproxima el aburrimiento a la melancolía. Lo considera como una de las consecuencias del ejercicio de la vida estética. Uno de los tres primeros niveles o formas en que se puede vivir la existencia humana.

## En el psicoanálisis
En su «Televisión» (1973), editado por Anagrama en español, Jacques Lacan despliega las seis pasiones del alma que propone frente a las de Descartes. Ellas son: la felicidad, el gai savoir, la beatitud, el mal humor, la tristeza y el aburrimiento. Fueron aisladas por Jacques-Alain Miller en su curso de 18 de junio de 1987 y Eric Laurent las definió en Bahía como «pasiones de separación»; es decir, las maneras de vivir la pulsión después de que se ha llevado el análisis a su término.
En el seminario «Las formaciones del inconsciente», Lacan plantea que la queja del aburrido es la manifestación del deseo de Otra cosa. Necesitar esa Otra cosa es un signo de aburrimiento y, tal como el aire que respiramos, llegará a decir Lacan, vivimos esa dimensión, en la que no se piensa lo suficiente, desde el nacimiento.